# Vicepresidencia de la Nación Argentina
El vicepresidente o vicepresidenta de la Nación Argentina es un alto funcionario o funcionaria de la República Argentina que integra la fórmula electoral acompañando al ciudadano que resulta elegido presidente de la Nación Argentina, y cuya función principal es reemplazarlo en caso de ausencia temporaria, o en caso de ausencia definitiva por incapacidad, muerte o renuncia. En la historia argentina, han existido también vicepresidentes de facto, impuestos como resultado de golpes de Estado, aunque no todos los gobiernos encabezados por presidentes de facto contaron con la presencia de un vicepresidente.
Dentro de la Constitución de la Nación Argentina, en su segunda parte, el vicepresidente figura como funcionario del poder ejecutivo. Sin embargo, funciona como un nexo entre los poderes ejecutivo y legislativo, ya que a la vez preside el Senado de la Nación y la Asamblea Legislativa, puesto que abandona cuando le corresponde ocupar la titularidad del poder ejecutivo.
La actual titular, Victoria Villarruel, tomó posesión del cargo el 10 de diciembre de 2023.

## Reseña histórica
Cinco vicepresidentes renunciaron a su cargo:
- En 1958, Alejandro Gómez, por diferencias políticas irreconciliables con el presidente Arturo Frondizi.
- En 1973, el vicepresidente Vicente Solano Lima renunció junto con el presidente Héctor Cámpora con el fin de que se realizaran las primeras elecciones libres y sin proscripciones desde 1952. Resultó elegido presidente Juan Domingo Perón.
- En 1989, el vicepresidente Víctor Martínez entrega el poder junto con el presidente Raúl Alfonsín, con el fin de que asumiera anticipadamente el presidente electo Carlos Menem.
- En 1991, Eduardo Duhalde, para asumir el cargo de gobernador de la provincia de Buenos Aires para el que había resultado elegido.
- En 2000 Carlos Álvarez, por diferencias políticas irreconciliables con el presidente Fernando de la Rúa.

Tres vicepresidentes fallecieron mientras ejercían el cargo:
- Marcos Paz (1868, fallecido en ejercicio de la presidencia),
- Pelagio Luna (en 1919)
- Hortensio Quijano (en 1952)

Adicionalmente, Sabá H. Sueyro, vicepresidente de facto del dictador Pedro Pablo Ramírez, murió en 1943 mientras ejercía el cargo. También Francisco Beiró, vicepresidente electo de Hipólito Yrigoyen, falleció en julio de 1928, meses antes de asumir.
En 1954, debido al fallecimiento de Hortensio Quijano antes de asumir el cargo para el que había sido reelegido, se llevaron a cabo las primeras y únicas elecciones vicepresidenciales, resultando electo Alberto Teisaire. Quijano hasta la fecha es el único vicepresidente que ha sido reelecto, si bien no llegó a asumir su segundo mandato ni a completar el primero. Los demás presidentes argentinos que han logrado una reelección inmediata tuvieron un compañero de fórmula diferente. Mauricio Macri, el primer y único presidente hasta la fecha en perder una reelección, también compitió con un candidato diferente a vicepresidente en su segunda candidatura presidencial.
En Argentina, ha habido cuatro mujeres que ejercieron la vicepresidencia:
- María Estela Martínez de Perón (1973 - 1974)
- Gabriela Michetti (2015 - 2019)
- Cristina Fernández de Kirchner (2019 - 2023)
- Victoria Villarruel (desde 2023)

siendo, en el caso de las tres últimas, un hecho sin precedentes una sucesión de tres vicepresidentas consecutivas de distinto signo político en la historia del país
Estos vicepresidentes, además, ostentaron en algún momento el cargo de Presidente de la Nación:
- Juan Esteban Pedernera, vicepresidente  de Santiago Derqui, asumió por la renuncia de este.
- Carlos Pellegrini, vicepresidente de Miguel Juárez Celman, asumió por la renuncia de este.
- José Evaristo Uriburu, vicepresidente de Luis Sáenz Peña, asumió por la renuncia de este.
- José Figueroa Alcorta, vicepresidente de Manuel Quintana, asumió por el fallecimiento de este.
- Victorino de la Plaza, vicepresidente de Roque Sáenz Peña, asumió por el fallecimiento de este.
- Ramón Castillo, vicepresidente  de Roberto Marcelino Ortiz, asumió por la renuncia de este.
- Juan Domingo Perón (de facto), vicepresidente de Edelmiro Farrell, posteriormente elegido democráticamente presidente de la Nación en las elecciones de 1946.
- María Estela Martínez de Perón, vicepresidenta de Juan Domingo Perón, asumió por el fallecimiento de su esposo y Presidente.
- Eduardo Duhalde, vicepresidente de Carlos Saúl Menem, designado por la Asamblea Legislativa en 2002 como interino debido a la renuncia del entonces presidente Fernando de la Rúa y por falta de vicepresidente en funciones, debido a la renuncia del vicepresidente Carlos "Chacho" Álvarez en 2000.
- Cristina Fernández de Kirchner, vicepresidenta de Alberto Fernández. Fue elegida dos veces Presidenta de la Nación antes de ser elegida vicepresidenta. Única persona hasta la fecha en ser elegida para ambos cargos y la primera en haber ejercido primero la Presidencia y luego la Vicepresidencia.

## Funciones del cargo

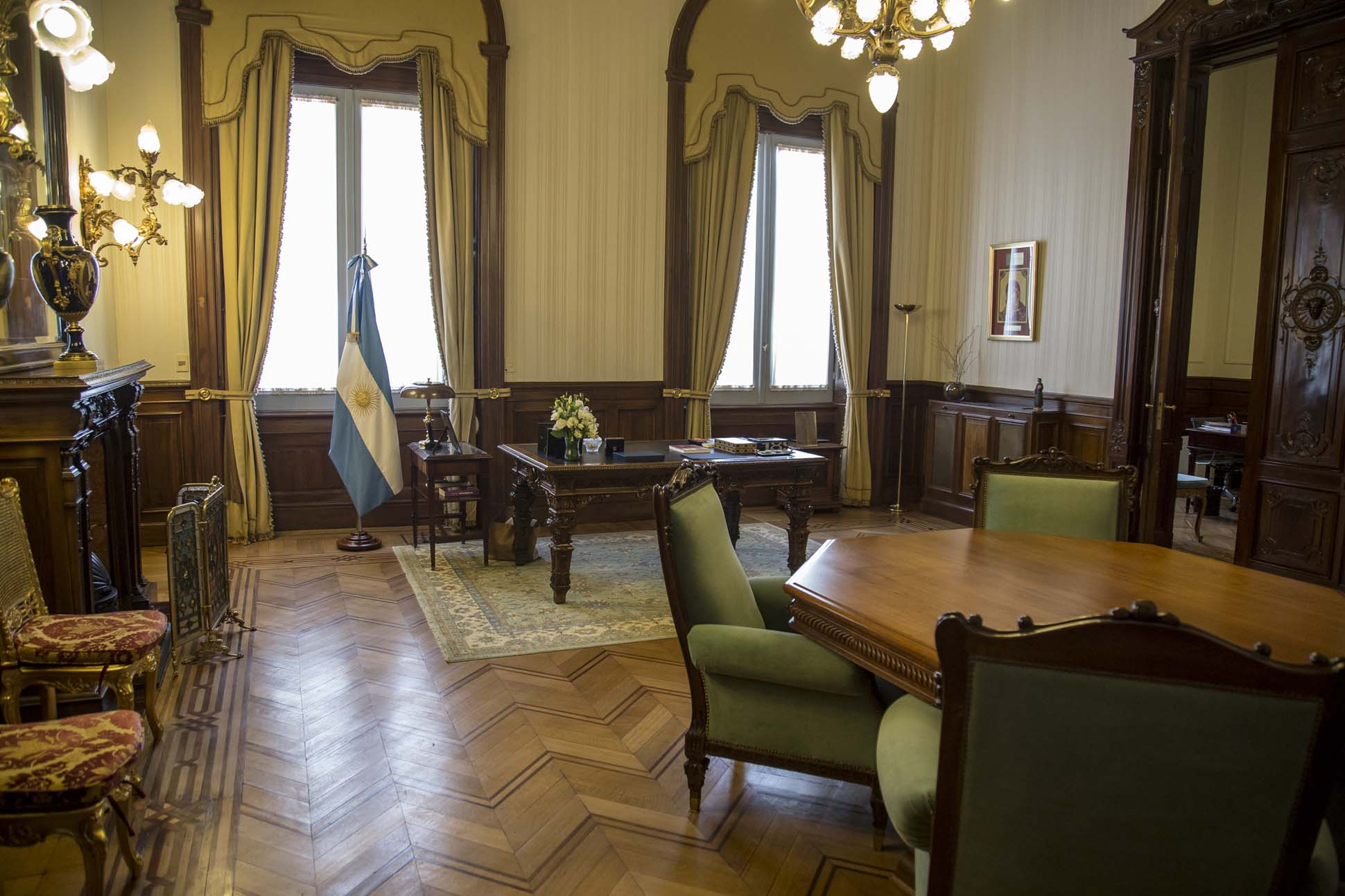
Despacho del vicepresidente en la Casa Rosada durante la gestión como Vicepresidenta de Gabriela Michetti (2015-2019).

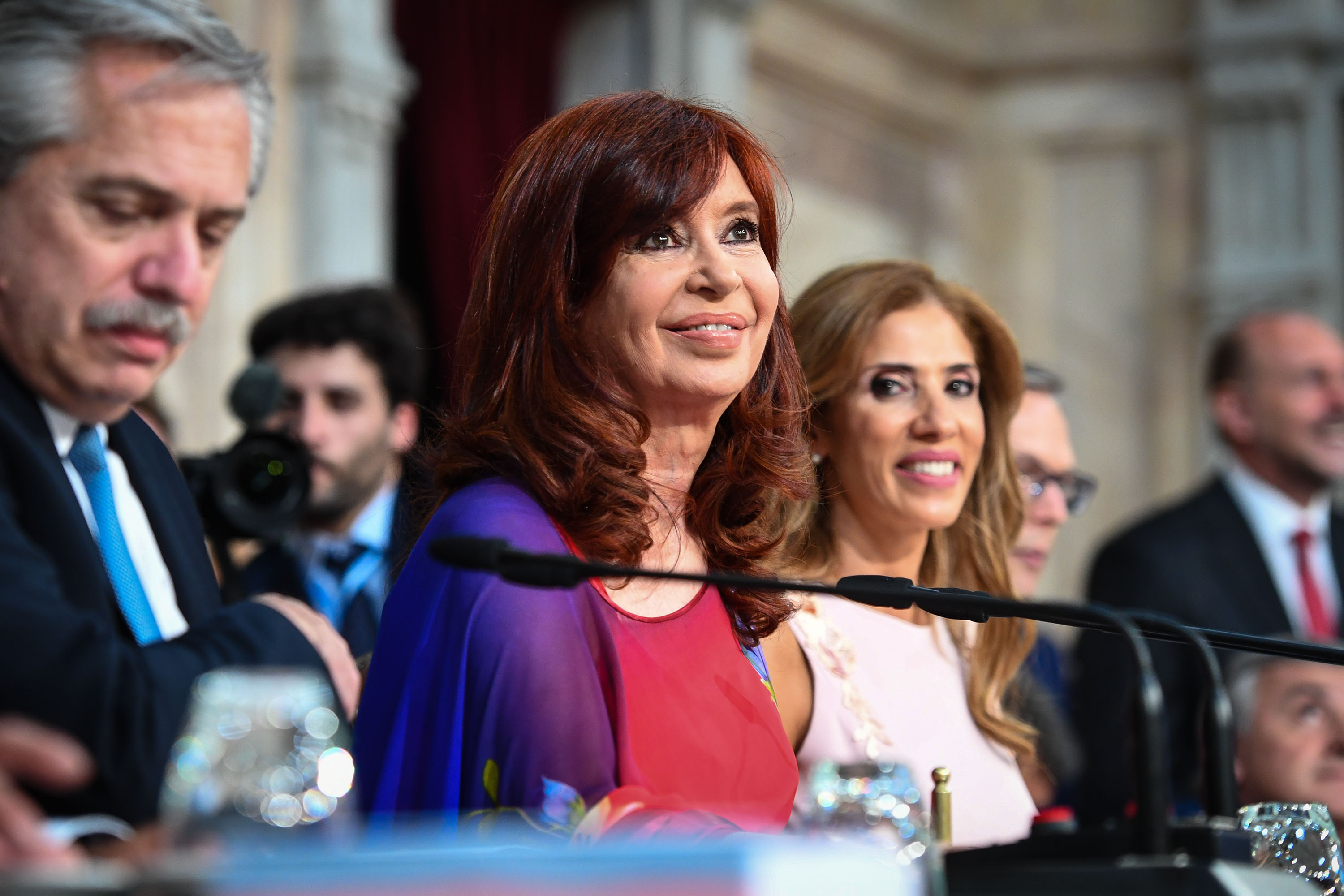
Cristina Fernández de Kirchner (vicepresidenta entre 2019 y 2023) cumpliendo su función de presidir el Senado de la Nación Argentina, en la última sesión del año 2020.

Entre las funciones del vicepresidente está:
- Presidir el Senado de la Nación Argentina excepto cuando está a cargo del Poder Ejecutivo Nacional (quien preside el Senado puede votar en caso de empate, según el artículo 57 de la Constitución nacional).
- Presidir la Asamblea Legislativa en caso de una sesión extraordinaria, que requiera la participación conjunta de las dos Cámaras (Senado y Diputados), como por ejemplo la Apertura del Período Ordinario de Sesiones Legislativas o bien, el acto de Asunción del Presidente de la Nación. En este último caso, quien inicia presidiendo la Asamblea es el vicepresidente o vicepresidenta saliente, quien una vez tomado el juramento al nuevo Vicepresidente o vicepresidenta, traspasa a este el mando de la Asamblea.
- Reemplazar interinamente al presidente en caso de viajes o licencias. Un caso notable fue el del vicepresidente Marcos Paz, quien reemplazó de manera interina al presidente Bartolomé Mitre durante casi tres años, mientras este último dirigía en el frente las tropas argentinas en la Guerra de la Triple Alianza. Paz murió en ejercicio del Poder Ejecutivo, lo que obligó a Mitre a retornar a Buenos Aires para reasumir el mando.
- Reemplazar definitivamente al presidente en caso de muerte o renuncia. Tales fueron los casos de los vicepresidentes Juan Esteban Pedernera (en 1861), Carlos Pellegrini (en 1890), José Evaristo Uriburu (en 1895), José Figueroa Alcorta (en 1906), Victorino de la Plaza (en 1914), Ramón Castillo (en 1942) y María Estela Martínez de Perón (en 1974).

En principio, si el vicepresidente muere o renuncia a su cargo, no se lo reemplaza y, por lo tanto, el cargo queda vacante. Sin embargo, en 1954 se convocó a elecciones de vicepresidente, debido al fallecimiento en 1952 de Hortensio Quijano. Finalmente, resultó elegido Alberto Teisaire.
En caso de requerirse un reemplazo para el presidente en una circunstancia en la que no se disponga de un vicepresidente, la Constitución establece en su artículo 88 que corresponde al Congreso establecer quien asumirá el cargo. A tal fin se sancionó la Ley 20972 de Acefalía, estableciendo la línea sucesoria para ese caso.
Por otra parte, a pesar de que la ausencia del Vicepresidente de la Nación no contempla la elección de un sucesor en el cargo, el Reglamento Interno del Senado Nacional establece que ante su ausencia por alguna de las razones mencionadas, dicho Cuerpo Legislativo elegirá a uno de sus miembros, quien asumirá la conducción del mismo como Presidente Provisional del Senado. Bajo esta función, ejercerá las principales funciones de un Vicepresidente de la Nación  (Reemplazo temporal del Presidente de la Nación, Presidencia del Senado, Presidencia de la Asamblea Legislativa y voto de desempate), a la vez de conservar sus atributos como Senador (voz y voto). A su vez, ante la ausencia del titular eventual del Poder Ejecutivo, la conducción del Gobierno recaerá sobre su persona, pero a diferencia de un Vicepresidente, la misma será únicamente de carácter temporal. Tras la restauración de la democracia en 1983, en tres ocasiones la Vicepresidencia quedó vacante, debiendo asumir las funciones en forma interina el presidente provisional del Senado. En 1991 y ante la renuncia de Eduardo Duhalde, el entonces senador Eduardo Menem, investido como Presidente Provisional del Senado, asumió el mando de la Cámara Alta y finalmente quedaba a cargo del Ejecutivo las veces que el entonces Presidente Carlos Menem se ausentaba del país. Misma situación se vio en el año 2000, con la renuncia de Carlos Álvarez y la elección primeramente de José Genoud y luego de Mario Losada como Presidentes Provisionales. Finalmente y tras la renuncia del Presidente Fernando de la Rúa y posterior elección de Duhalde como sucesor a través de la Asamblea Legislativa, la Vicepresidencia quedó vacante, quedando la Cámara Alta y la sucesión en el Ejecutivo a cargo de Juan Carlos Maqueda, elegido Presidente Provisional del Senado el 4 de enero de 2002.

## Actual vicepresidenta
La actual vicepresidenta de la Nación es Victoria Villarruel, del Partido Demócrata (afiliada a La Libertad Avanza), quien asumió el cargo el 10 de diciembre del año 2023, luego de que en las elecciones presidenciales de 2023 la fórmula encabezada por Javier Milei ganara la contienda en segunda vuelta con el 55.65 % de los votos. 

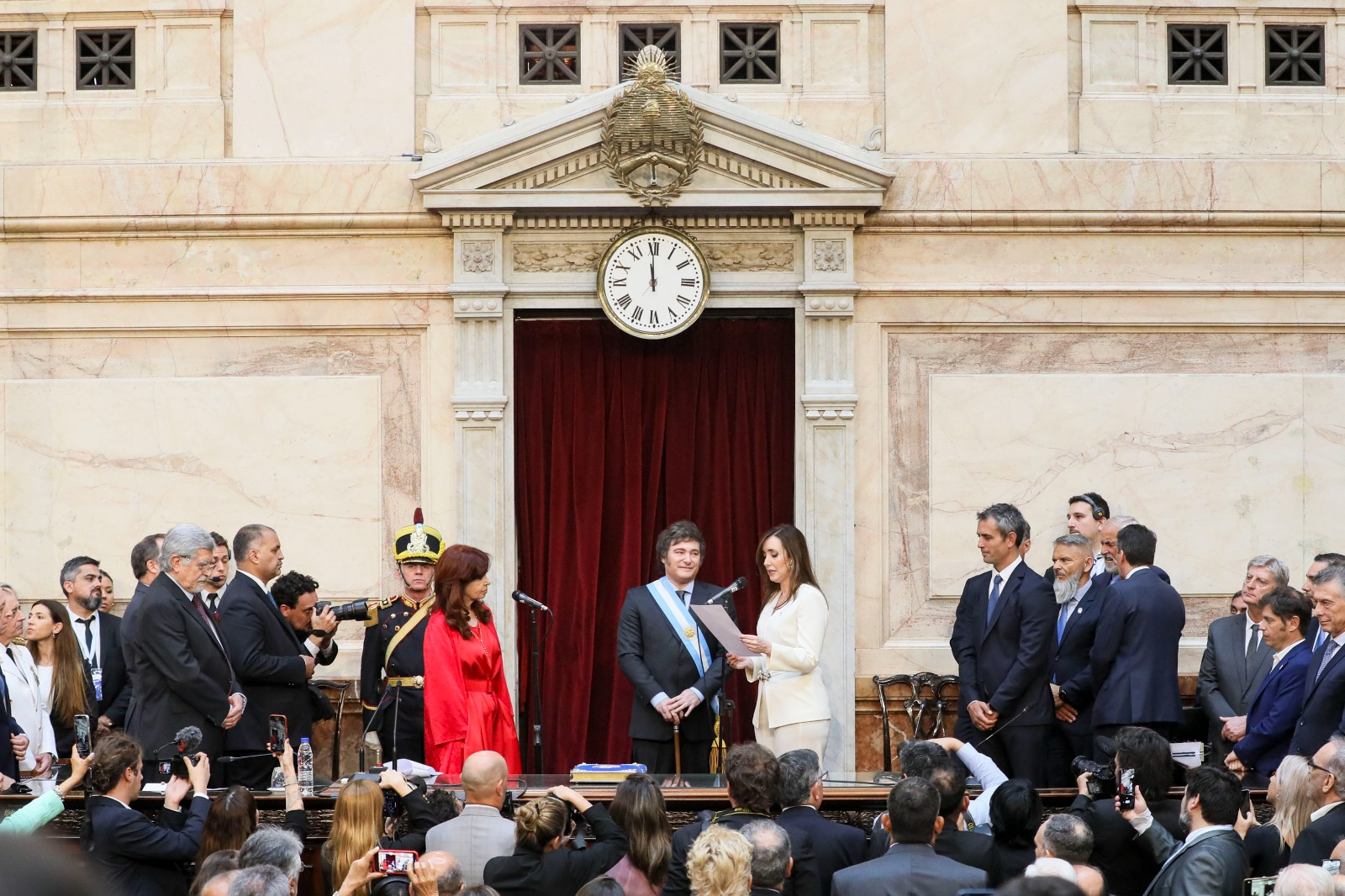
Victoria Villarruel jurando como vicepresidenta de la Nación

## Exvicepresidentes vivos

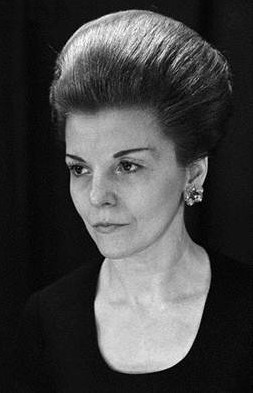
María Estela Martínez de Perón (n. 1931), entre 1973 y 1974. También presidenta de la Nación entre 1974 y 1976.
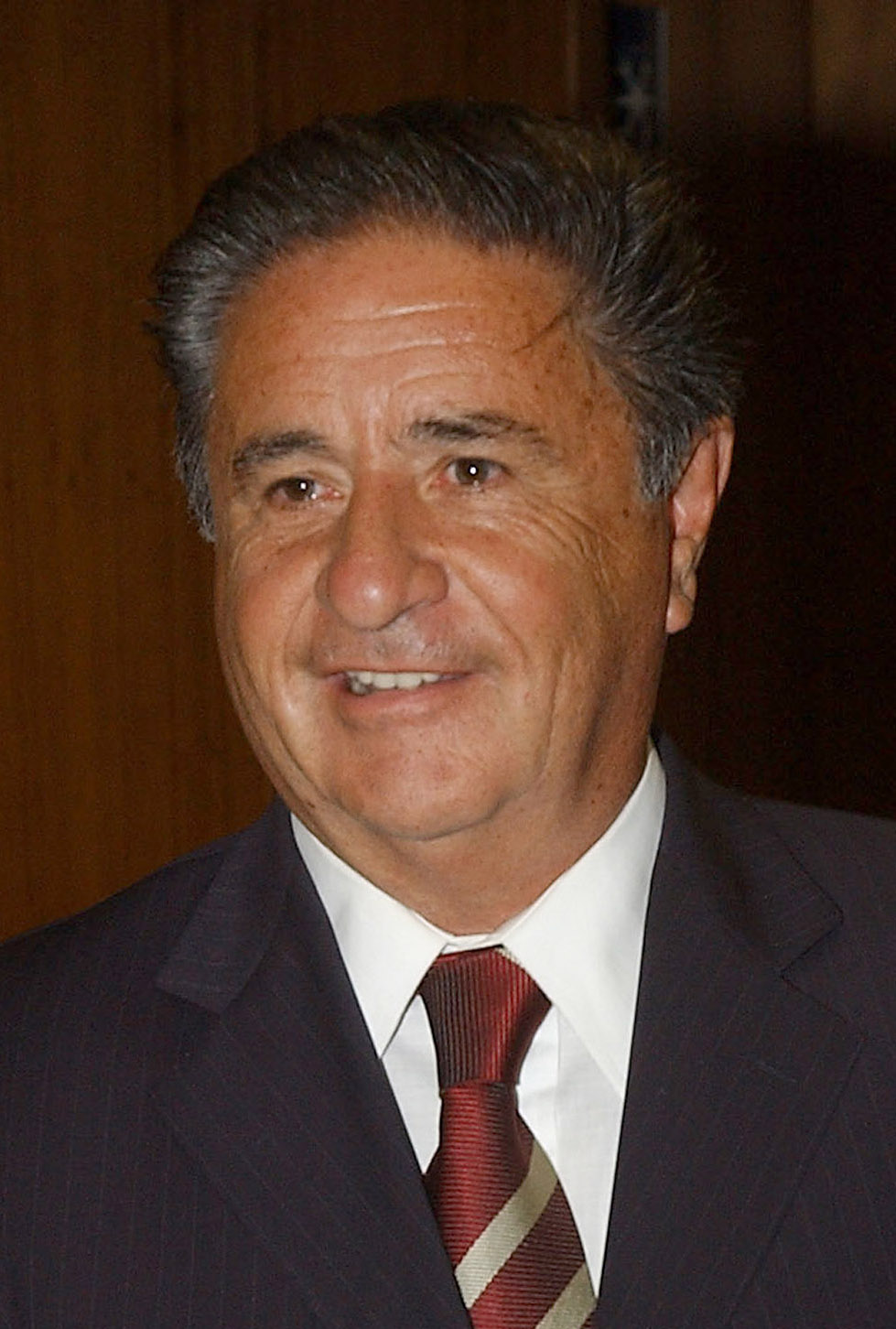
Eduardo Duhalde (n. 1941), entre 1989 y 1991. También presidente de la Nación entre 2002 y 2003.
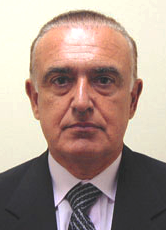
Carlos Ruckauf (n. 1944), entre 1995 y 1999.
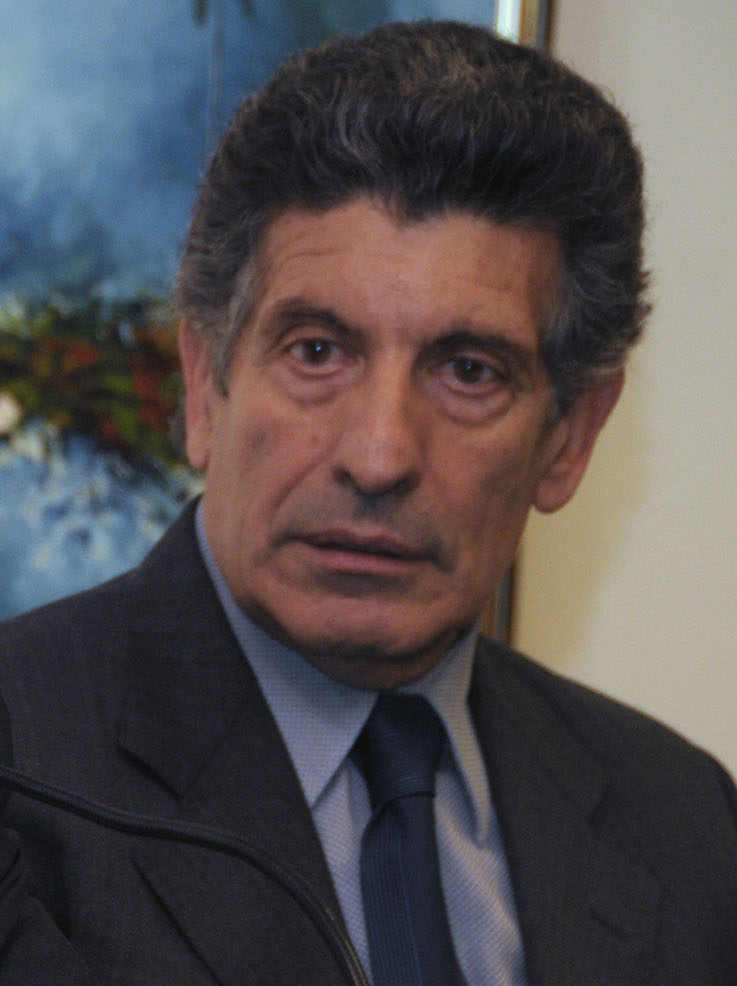
Carlos Álvarez (n. 1948), entre 1999 y 2000.
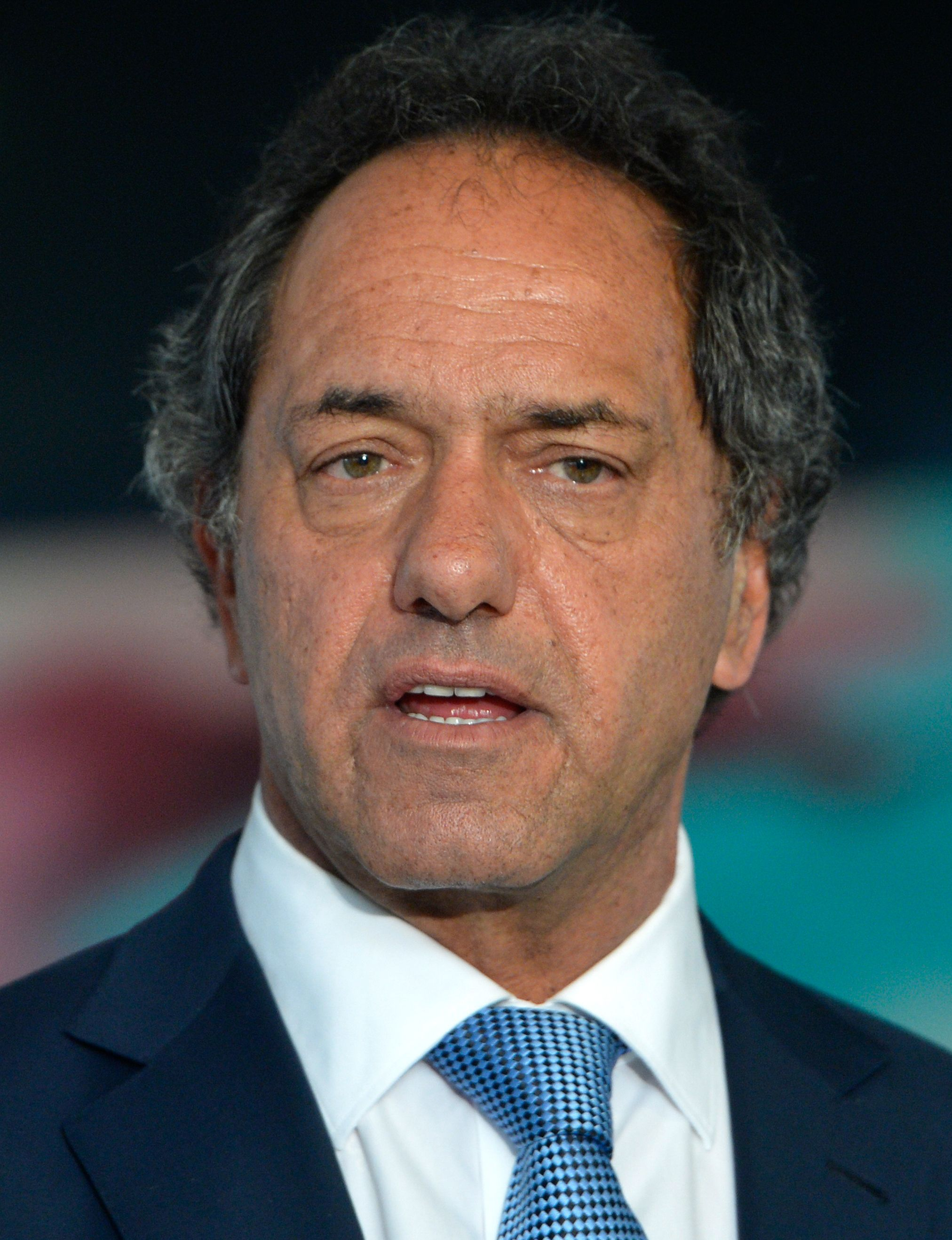
Daniel Scioli (n. 1957), entre 2003 y 2007.
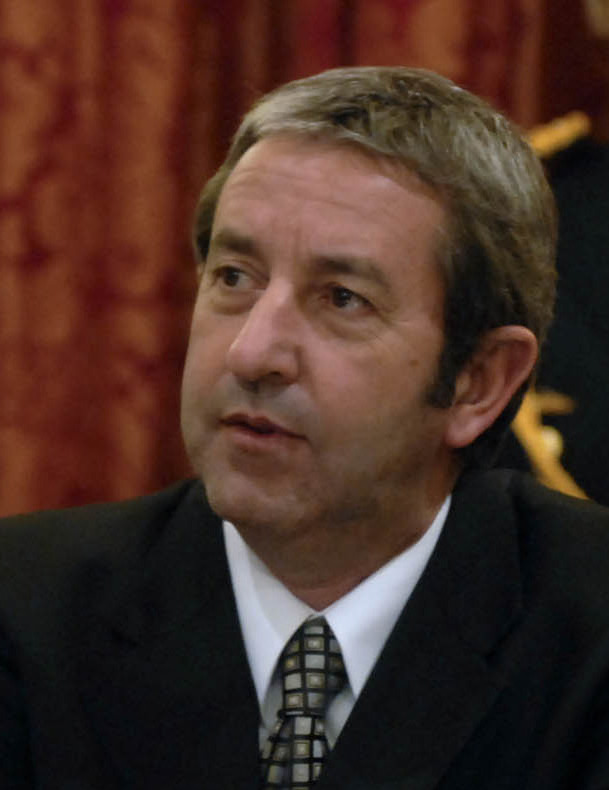
Julio Cobos (n. 1955), entre 2007 y 2011.
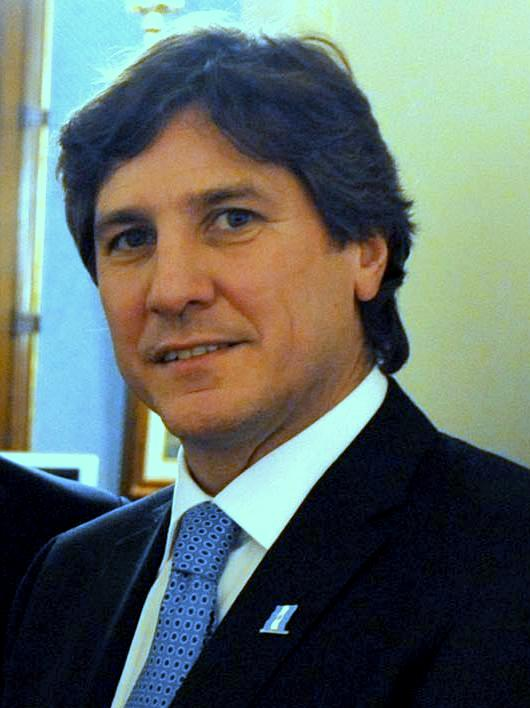
Amado Boudou (n. 1962), entre 2011 y 2015.
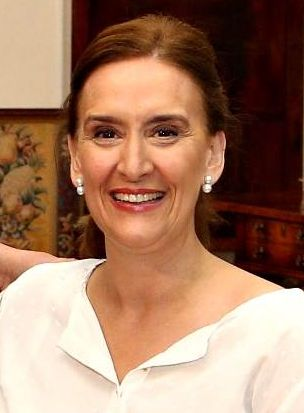
Gabriela Michetti (n. 1965), entre 2015 y 2019.
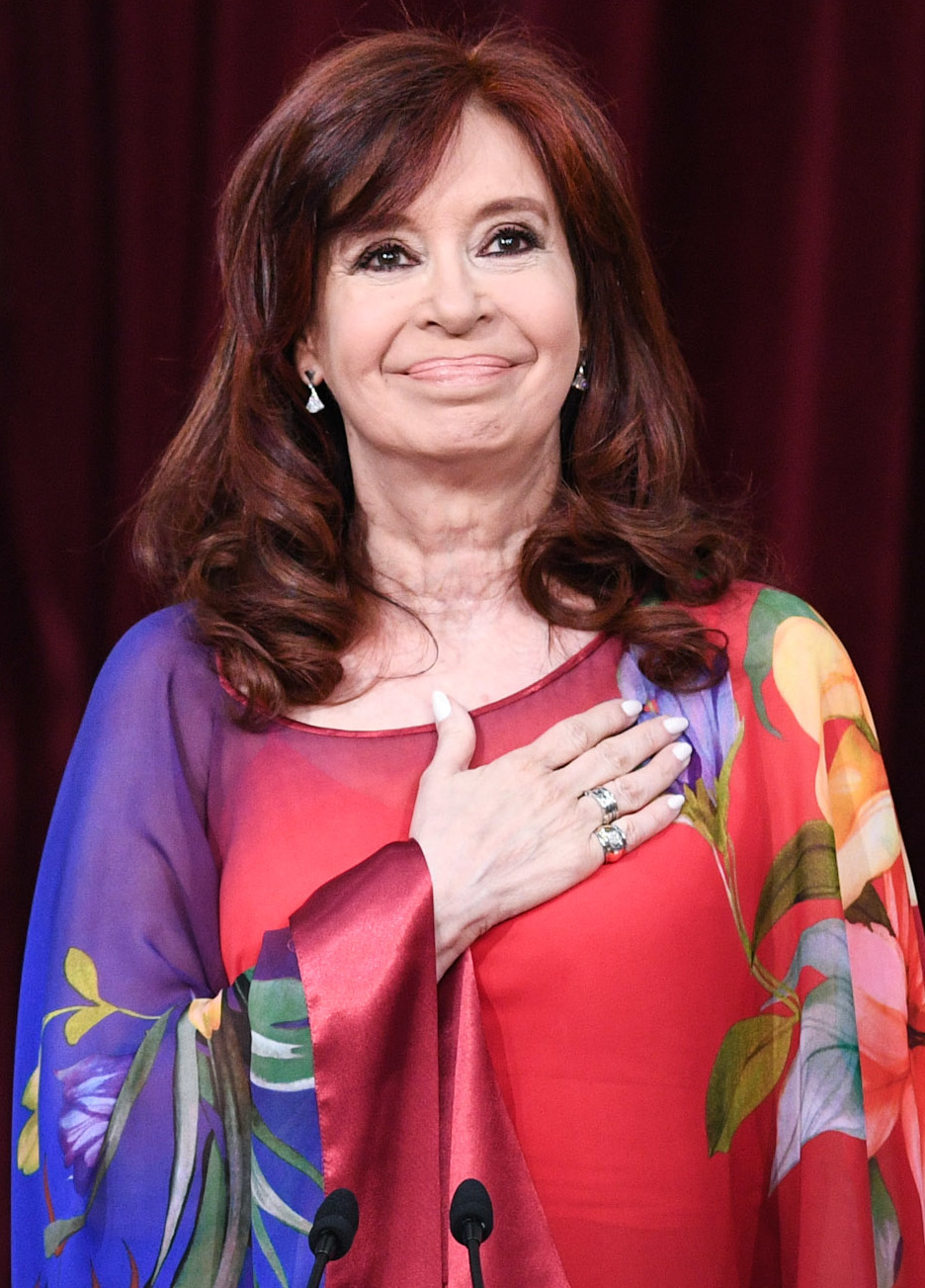
Cristina Fernández de Kirchner (n. 1953), entre 2019 y 2023. También presidenta de la Nación entre 2007 y 2015.